# Uwe Ufer

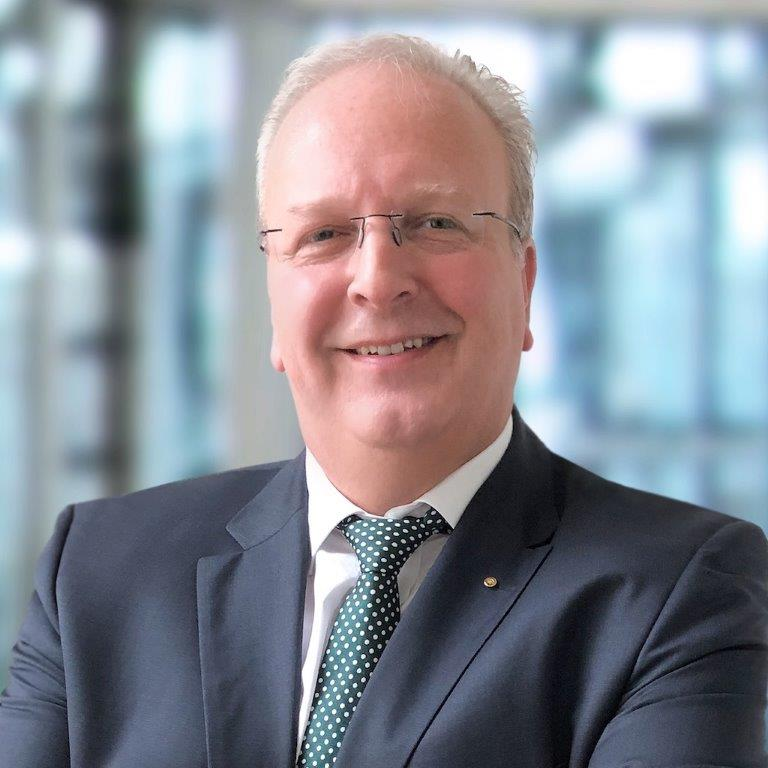
Uwe Ufer, Vorstand der Diakonie Michaelshoven im Jahr 2019.

Uwe Ufer (* 13. Dezember 1965 in Bergneustadt) ist kaufmännischer Vorstand der zirka 2800 hauptamtliche und zirka 650 ehrenamtliche Mitarbeiter zählenden Diakonie Michaelshoven in Köln. Zunächst von 2000 bis 2004 Erster Beigeordneter der Gemeinde Morsbach, war er vom 10. Oktober 2004 bis zum 31. Oktober 2013 parteiloser Bürgermeister der Schloss-Stadt Hückeswagen. Zwischen 2007 und 2010 wurde er in der Verantwortung als IT- und Kommunikationsleiter dreimal „CIO des Jahres“ der Zeitschrift Computerwoche für ein erfolgreiches bundesweites Pilotprojekt mit der SAP. Diese Vorreiterrolle bei den Verwaltungsreformen im Zusammenhang mit der Einführung der Doppelten Buchführung in Kommunen auf Grundlage der des Neuen Kommunalen Finanzmanagements (NKF) sorgte zunächst 2007 für Beachtung in der nationalen Presse, so berichteten die Financial Times und das Handelsblatt über die „Provinzaktivitäten“. Dem einher und als Folge des Pilotprojektes folgten weitere Auszeichnungen für die Stadt Hückeswagen. Obwohl die CDU Köln Ufer als Oberbürgermeister von Köln nominieren wollte, lehnte dieser ab, da die strategischen Ziele nicht in Übereinstimmung standen. Mit dem Wechsel zur Diakonie ging eine Verstärkung seiner Lehrtätigkeit an der TH Köln einher. Im März 2023 wurde Uwe Ufer zum Honorar-Professor der TH Köln berufen.

## Leben
Ufer wohnt in Reichshof-Denklingen und ist verheiratet. Nach seinem Abitur im Jahr 1985 absolvierte er ein Studium an der Fachhochschule für öffentliche Verwaltung in Köln. Dem schloss sich ein weiteres Studium an der Akademie Ostwestfalen/Lippe in Bielefeld an, wo er das Kommunaldiplom erlangte. Von 1995 bis 2000 war er Kämmerer und stellvertretender Gemeindedirektor in Reichshof. 1999 kandidierte er erstmals zum hauptamtlichen Bürgermeister in der Gemeinde Reichshof; die Wahl ging allerdings verloren. 2000 wurde er zum ersten Beigeordneten der Gemeinde Morsbach gewählt. Nach seiner Wahl zum Beigeordneten begann Ufer seine Tätigkeit als Dozent bei Kommunen und Bildungseinrichtungen zum Thema Öffentliche Finanzwirtschaft und NKF.
Der parteilose Kandidat setzte sich am 10. Oktober 2004 in einer Stichwahl gegen den unabhängigen Kandidaten Dietmar Persian mit 55,7 Prozent der Stimmen (3.506 Stimmen) durch und wurde so Nachfolger von Norbert Jörgens, der nicht mehr antrat. In der ersten Wahlrunde zwei Wochen zuvor am 26. September 2004 trat neben Persian und Ufer noch Vera Schmidt von der CDU Hückeswagen an, die 20,3 Prozent der Stimmen erhielt und nicht die Stichwahl erreichen konnte. Bei seiner Wahl 2004 wurde Uwe Ufer durch eine Listenverbindung aus SPD, FDP, UWG Hückeswagen und den Grünen unterstützt. Im Januar 2008 erklärte er, bei der nächsten Wahl am 30. August 2009 noch einmal antreten zu wollen. Bei dieser Wahl unterstützte ihn auch die CDU. Das Ergebnis der Bürgermeisterwahl 2009: 6.216 Ja-Stimmen (91,8 Prozent), 554 Nein-Stimmen (8,2 Prozent).
Am 30. April 2013 erklärte er öffentlich, zum 31. Oktober 2013 sein Amt niederzulegen, um als kaufmännischer Vorstand zum Diakonischen Werk Michaelshoven in Köln zu wechseln. Diese Tätigkeit übt er bis heute aus. Einen Nominationswunsch der CDU Köln für das Amt des Oberbürgermeisters in Köln lehnte er zu Beginn des Jahres 2015 ab. Ufers Amtszeit in Hückeswagen gilt im Rückblick als eine einschneidende Ära für die Schloss-Stadt mit großen Auswirkungen auf den Verlauf der kommunalen Verwaltungsreformgeschichte. Unter seiner Regie wurde bei den städtischen Finanzen die Kameralistik durch die Doppik (doppelte kaufmännische Buchführung) ersetzt, nachdem das Land NRW mit dem Neuen Kommunalen Finanzmanagement die Möglichkeit dazu geschaffen hatte und an dessen Gesetzesnovelle in dem entsprechenden Landesgremium er selber mitgewirkt hatte. Die Stadt konnte im Laufe der Amtszeit das ihr lange Zeit anhaftende Image eines verschlafenen Provinznestes aufgrund der ungewöhnlich hohen Dichte an Großveranstaltungen und bürgerschaftlichen Initiativen in Hückeswagen ablegen. Einen ersten Rückschlag erlitt er, als der für das Jahr 2013 geplante Nordrhein-Westfalen-Tag abgesagt werden musste, da nach dem Love-Parade-Unglück in Duisburg die Sicherheitsauflagen für die Stadt umfangreich ausfielen. Auch prägten Zinsspekulationen mit Haushaltsgeldern, die so genannten SWAP-Geschäfte, die politischen Diskussionen zum Ende seiner Amtszeit. Über die finanzielle Beratung der kommunalen Kämmerer der West-LB und deren negativen Auswirkungen entschieden das OLG und der Bundesgerichtshof abschließend im Juli 2017. Die Entscheidung, die maßgeblich war für eine große Anzahl anderer vergleichbarer Streitigkeiten, fiel zugunsten der Städte und Gemeinden aus und endete mit einem Vergleich.
Uwe Ufers Tätigkeit als kaufmännischer Vorstand der Diakonie Michaelshoven e.V. seit November 2013 ist geprägt durch zahlreiche Bauvorhaben, die unter seiner Federführung konzipiert und realisiert wurden. Darüber hinaus wurden die Verwaltung und die Organisation der Diakonie Michaelshoven e.V. umfassend restrukturiert. Diese Umstrukturierung des Gesamtunternehmens mit seinen mittlerweile zehn Tochterunternehmen erfolgte im Jahr 2021. Sie war notwendig geworden, da Umsatz und Anzahl der Beschäftigen stark gewachsen war.
Seit vielen Jahren lehrt Ufer an verschiedenen Hochschulen Betriebswirtschaft mit dem Schwerpunkt „Unternehmensführung im Non-Profit-Bereich“. Daher konzentrierte er sich auf die Publikation von ökonomischer Fachliteratur mit Schwerpunkt Gemeinnützige Unternehmen.
Im März 2023 wurde er zum Honorarprofessor an der TH Köln berufen.

## Auszeichnungen

### Persönliche Auszeichnungen
- 2007, 2009 und 2010: CIO des Jahres, Auszeichnung der Computerwoche für seine Eigenschaft als Chef der IT- und Kommunikationsleitung der Stadt. Unter seiner Initiative und Federführung entwickelte die Stadt Hückeswagen gemeinsam mit SAP ein Pilotmodul für Kommunen, die von der Kameralistik auf die Doppik umsteigen. Die Auszeichnungen erhielt Ufer konkret für seine Leistungen zur Anpassung der Verwaltungsstrukturen an die Software, für die erfolgreiche Pilotphase und für das daraus resultierende Produkt eines Digitalen Bürgerkontos, bei dem der Bürger online die finanziellen Transaktionen (Grundsteuer B etc.) abwickeln kann.

### Auszeichnungen im Rahmen der Amtsführung
Als Folge der von Ufer durchgesetzten Umstrukturierungen erhielt die Stadt Hückeswagen zwischen 2007 und 2013 mehrere Auszeichnungen und errang Endrundenteilnahmen.
- 2007, 2009, 2011 und 2013: RAL-Gütesiegel, gemeinsam mit Nagold Zertifizierung zur ersten mittelstandsfreundlichen Kommunalverwaltung[19]
- 2007: Artuspreisträger „Entbürokratisierung“, Endrundenteilnehmer[20]

### Eigene Schriften
Ufer ist Autor oder Mitautor folgender Fachaufsätze und Fachbücher:
- 2000: mit Stephanie Saul: Produktorientierter Haushaltsplan. Beitrag zur Haushaltskonsolidierung. In: Der Gemeindehaushalt, Heft 11, S. 241–252.
- 2003: Der Produkthaushalt und das Neue Kommunale Finanzmanagement – Nutzen für kommunale Mandatsträger. In: Martin Klieve (Hrsg.): Der doppische Haushalt – Neues kommunales Finanzmanagement, Recklinghausen, S. 69–91.
- 2009: mit Uwe Töpfer, Josef Korsten und Guido Forsting: Geschäftsprozessoptimierung durch Shared Services der Kommunen. Abschlussbericht vom Juli 2009. Online verfügbar.
- 2013: mit Christian Potthoff: Kommunale Finanzen in der Sackgasse? In: Oliver Everling/Michael Munsch (Hrsg.): Kommunalrating, ISBN 978-3-86556-285-2[21]
- 2018: Digitale Geschäftsmodelle gestalten, in: Helmut Kreidenweis (Hrsg.), Digitaler Wandel in der Sozialwirtschaft, ISBN 978-3-8487-4252-3
- 2018: mit Friedrich Vogelbusch und Peter S. Nowak: Verwaltung 4.0 – Wie man Nonprofit-Organisationen zukunftsfest machen kann, ISBN 978-3-00-060397-6
- 2021: mit Stephan Schauhoff: Gemeinnützige Unternehmen und Konzerne. Recht, Steuern, Management. ISBN 978-3-406-74442-6

## Biografie
- 2019: Norbert Bangert: Das Ufer-Prinzip[22], ISBN 978-3-945763-71-1